# HMS Enterprise (1864)
 (juin 2023).
Pour les autres navires du même nom, voir HMS Enterprise.
Le septième HMS Enterprise de la Royal Navy était un sloop de guerre blindé lancé en 1864 à Deptford Dockyard. Conçu à l'origine comme un sloop en bois à vis de la classe Camelion, il a été redessiné par Edward Reed et complété comme un cuirassé de batterie centrale. Le navire a passé l'essentiel de sa carrière affecté à la flotte méditerranéenne avant de retourner en Angleterre en 1871 où il a été désarmé. Il a été vendu à la ferraille en 1885.

## Conception et description
Le navire avait une longueur entre perpendiculaires de 180 pieds (54,9 m), une largeur de 36 pieds (11,0 m) et un tirant d'eau de 15 pieds 10 pouces (4,83 m) en charge profonde. Il a déplacé 1 350 tonnes longues (1 370 t). Son équipage était composé de 130 officiers et hommes.
La coque en bois de l'Enterprise a été remodelée peu de temps après sa construction ; on lui a donné un arc de bélier et une poupe semi-circulaire. Le navire n'avait que deux ponts : le pont principal, très proche de la ligne de flottaison du navire , et le pont supérieur qui transportait son armement, à environ 6,5 pieds (2,0 m) au-dessus de la ligne de flottaison. C'était le premier navire de construction composite de la Royal Navy, avec des superstructures en fer.

### Propulsion
Enterprise disposait d'une machine à vapeur horizontale à action directe à 2 cylindres à simple expansion Ravenhill, Salkeld & Co. entraînant une seule hélice. La vapeur était fournie par une paire de chaudières tubulaires. Le moteur produisait 690 chevaux (510 kW), ce qui donnait au navire une vitesse maximale d'environ 9,9 nœuds (18,3 km/h). Il transportait 95 tonnes longues (97 t) de charbon. Tel que construit, son entonnoir était monté au milieu de la batterie pour la protection, ce qui nuisait au fonctionnement de ses canons jusqu'à ce qu'il soit déplacé vers l'avant de la batterie en novembre 1864. Il était gréé en trois-mâts barque et avait une surface de voilure de 18 250 pieds carrés (1 695 m2). Sa meilleure vitesse sous voile et vapeur était de 9,8 nœuds (18,1 km/h).

### Armement

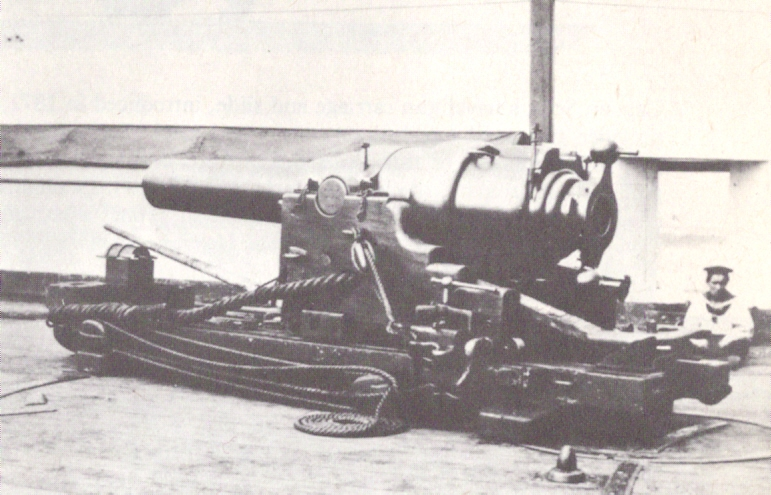
RBL 7-inch Armstrong

Enterprise était armé de deux Somerset cannon (en) lisse de 100 livres à chargement par la bouche et de deux canons rayés de 110 livres à chargement par la culasse (RBL 7-inch Armstrong). Les canons à chargement par la culasse étaient d'une nouvelle conception d'Armstrong Whitworth et on espérait beaucoup d'eux. Des essais de tir effectués en septembre 1861 contre une cible blindée ont cependant prouvé que le canon de 110 livres était inférieur au canon à âme lisse de 68 livres en termes de pénétration de blindage, et des incidents répétés d'explosions de culasse pendant la bataille de Shimonoseki et le bombardement de Kagoshima en 1863-1864 a poussé la marine à retirer les canons du service peu de temps après.
Dans une tentative de fournir un tir axial, les côtés de la coque au niveau du pont supérieur ont été coupés devant et derrière la batterie et couverts par un pavois de 12 pieds (3,7 m). Le rempart s'articulait vers l'intérieur et couvrait un sabord d'arme à feu à travers lequel une arme à feu pouvait traverser et tirer. Tout en offrant une meilleure couverture que la disposition traditionnelle des flancs, cela laissait toujours un arc de 120° vers l'avant et un autre vers l'arrière sur lequel aucun canon ne pouvait porter. 

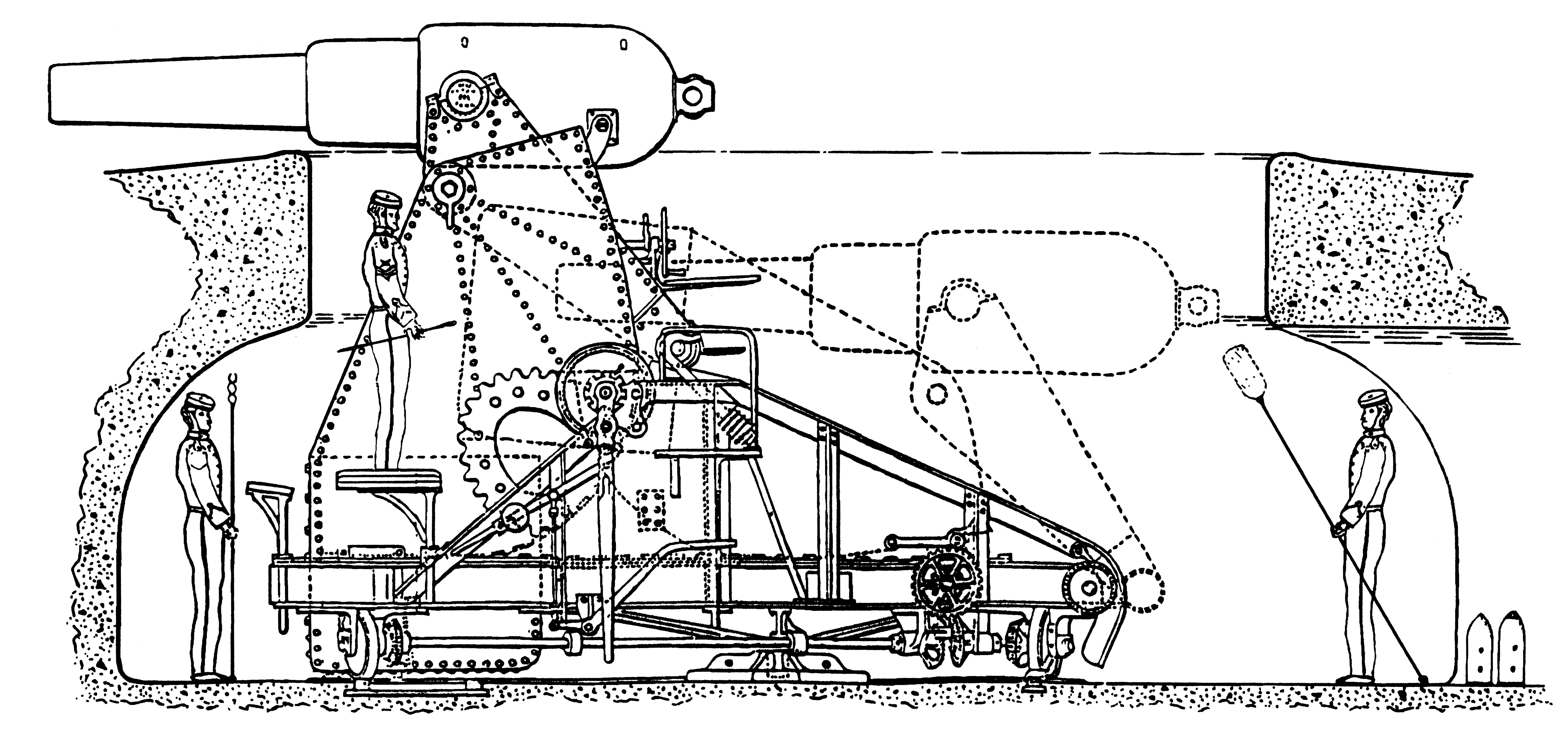
RML 7-inch

Le boulet de 9,2 pouces (234 mm) du canon Somerset pesait environ 113 livres (51 kg) tandis que le pistolet lui-même pesait 13 514 livres (6 130 kg). Le canon avait une vitesse de 1 462 pieds/s (446 m/s) à 563 pieds (171,6 m) et avait une portée de 5 253 yards (4 803 m). La coque de 7 pouces (178 mm) du chargeur par culasse Armstrong de 110 livres pesait 107 à 110 livres (48,5 à 49,9 kg). Il avait une vitesse initiale de 1 150 pieds/s (350 m/s) et, à une altitude de 11,25°, une portée maximale de 4 000 yards (3 700 m). Le canon de 110 livres pesait 9 520 livres (4 320 kg). Tous les canons pouvaient tirer à la fois des obus solides et des obus explosifs. Les deux canons étaient montés sur des affûts en bois.
Enterprise a été réarmé lors de son radoub de 1868 avec quatre canons à chargement par la bouche rayés de 7 pouces (180 mm). Le canon de 7 pouces de calibre 16  (RML 7-inch gun (en))pesait 6,6 tonnes et tirait un obus de 112 livres (50,8 kg). Il a été crédité de la capacité de pénétrer une armure de 7,7 pouces (196 mm).

### Armure
Enterprise avait une ceinture blindée de flottaison complète en fer forgé d'une épaisseur de 4,5 pouces (114 mm). Il ne protégeait que le pont principal et était peu profond, atteignant seulement 3 pieds 6 pouces (1,1 m) sous la ligne de flottaison. Les canons étaient protégés par une section de blindage de 4,5 pouces, de 34 pieds (10,4 m) de long, et par des cloisons transversales de 4,5 pouces. L'armure était soutenue par 19,5 pouces (500 mm) de bois de teck. Le poids total de son armure était de 195 tonnes.

## Service

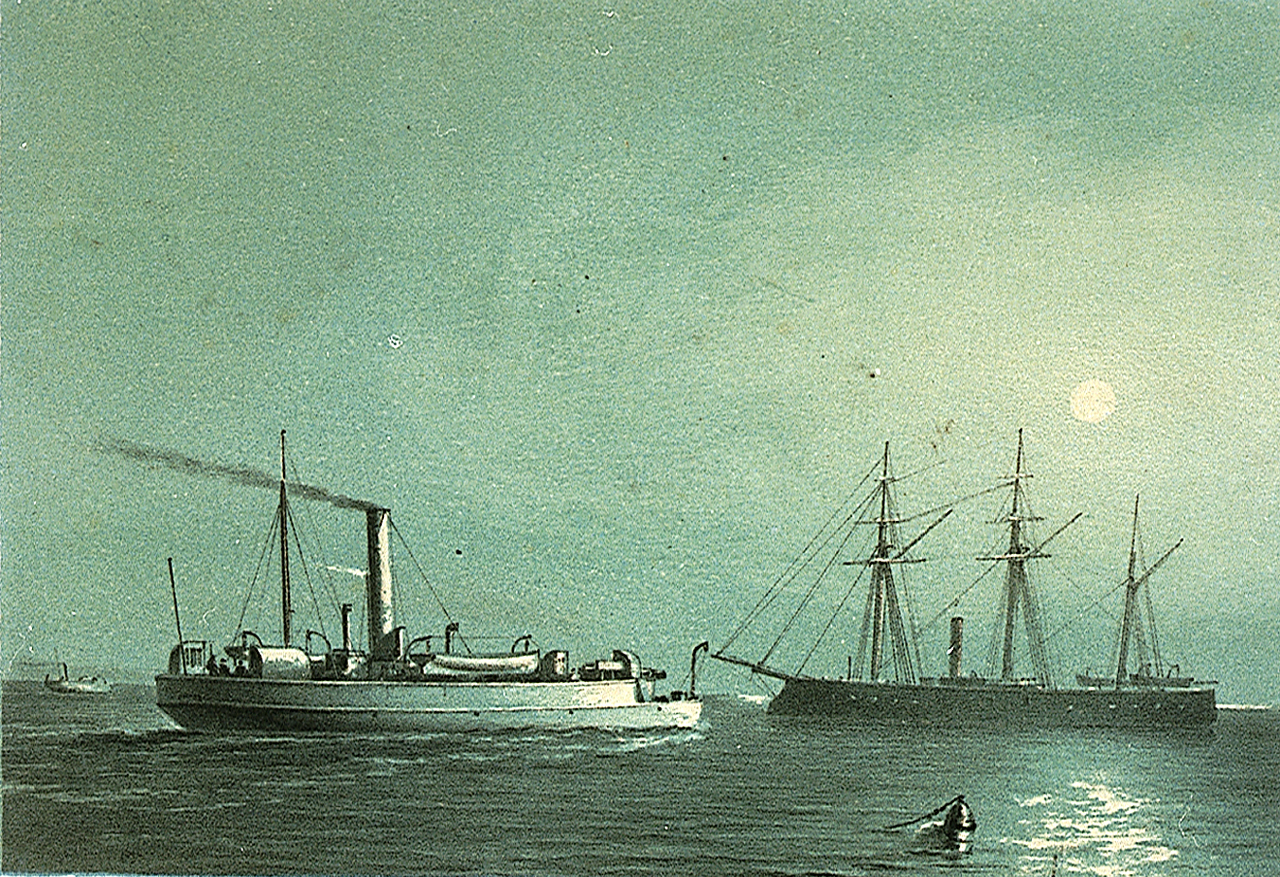
HMS Enterprise and H.M.G.B Comet

Le navire a été déposé le 5 mai 1862 au Royal Dockyard de Deptford, en Angleterre, sous le nom de sloop de 17 canons Circassian. Il fut rebaptisé Enterprise en juillet 1862 et reclassée en corvette blindée. La construction avait à peine commencé qu'il a été repensé avec une coque supérieure en fer ainsi que des flancs et une batterie blindés. Le navire a été lancé le 9 février 1864, mis en service le 5 mai 1864 et achevé le 3 juin 1864.
Enterprise a d'abord servi avec la Flotte de la Manche. Le 13 août, il s'est échoué. Il a ensuite été transféré à la flotte méditerranéenne où il est resté jusqu'en 1871, date à laquelle il est revenu en Angleterre. Il a été réaménagé et réarmé à Malte en 1868. À son retour, le navire a été désarmé en 4e classe de réserve en août 1871 à Sheerness. Enterprise a été vendu à la ferraille en 1885 pour 2 072 £. Le 6 octobre 1889, l'Enterprise était remorqué de Plymouth , Devon à Liverpool, Lancashire, lorsqu'il fut pris dans un coup de vent au large d' Anglesey. il a été conduit à terre et a fait naufrage à Aberffraw.